# US Open 1896
Het US Open 1896 was de tweede editie van het US Open dat plaatsvond op de Shinnecock Hills Golf Club in Southampton, New York.
De editie werd gewonnen door de Schot James Foulis en hij kreeg hiervoor $ 150.

## Uitslag
| #  | Speler          | Score     |
| -- | --------------- | --------- |
| 1  | James Foulis    | 78-74=152 |
| 2  | Horace Rawlins  | 79-76=155 |
| 3  | Joe Lloyd       | 76-81=157 |
| T4 | George Douglas  | 79-79=158 |
| T4 | Andrew Smith a  | 78-80=158 |
| T6 | John Shippen    | 78-81=159 |
| T6 | H. J. Whigham a | 82-77=159 |
| 8  | Willie Tucker   | 78-82=160 |
| 9  | Buff Wilson     | 82-80=162 |
| 10 | Alfred Ricketts | 80-83=163 |

| T = Gedeelde plaats |  | a = amateur |

1895 ·
1896 ·
1897 ·
1898 ·
1899 ·
1900 ·
1901 ·
1902 ·
1903 ·
1904 ·
1905 ·
1906 ·
1907 ·
1908 ·
1909 ·
1910 ·
1911 ·
1912 ·
1913 ·
1914 ·
1915 ·
1916 ·
1917 · 
1918 · 
1919 ·
1920 ·
1921 ·
1922 ·
1923 ·
1924 ·
1925 ·
1926 ·
1927 ·
1928 ·
1929 ·
1930 ·
1931 ·
1932 ·
1933 ·
1934 ·
1935 ·
1936 ·
1937 ·
1938 ·
1939 ·
1940 ·
1941 ·
1942 ·
1943 · 
1944 ·
1945 ·
1946 ·
1947 ·
1948 ·
1949 ·
1950 ·
1951 ·
1952 ·
1953 ·
1954 ·
1955 ·
1956 ·
1957 ·
1958 ·
1959 ·
1960 ·
1961 ·
1962 ·
1963 ·
1964 ·
1965 ·
1966 ·
1967 ·
1968 ·
1969 ·
1970 ·
1971 ·
1972 ·
1973 ·
1974 ·
1975 ·
1976 ·
1977 ·
1978 ·
1979 ·
1980 ·
1981 ·
1982 ·
1983 ·
1984 ·
1985 ·
1986 ·
1987 ·
1988 ·
1989 ·
1990 ·
1991 ·
1992 ·
1993 ·
1994 ·
1995 ·
1996 ·
1997 ·
1998 ·
1999 ·
2000 ·
2001 ·
2002 ·
2003 ·
2004 ·
2005 ·
2006 ·
2007 ·
2008 ·
2009 ·
2010 ·
2011 ·
2012 ·
2013 ·
2014 ·
2015 ·
2016 ·
2017 ·
2018 ·
2019 ·
2020 ·
2021